# 1704

## Родени
- 11 юни – Карлуш Сейшаш, португалски композитор

## Починали
- 2 февруари – Гийом Франсоа дьо Лопитал, френски математик
- 24 февруари – Марк Антоан Шарпантие, френски композитор
- 28 октомври – Джон Лок, английски философ